# Wilsele
Wilsele är en ort i Belgien.   Den ligger i provinsen Flamländska Brabant och regionen Flandern, i den centrala delen av landet, 25 km öster om huvudstaden Bryssel. Wilsele ligger 49 meter över havet och antalet invånare är 9 454.
Terrängen runt Wilsele är platt. Runt Wilsele är det tätbefolkat, med 266 invånare per kvadratkilometer.. Närmaste större samhälle är Leuven, 1,4 km söder om Wilsele. 
Runt Wilsele är det i huvudsak tätbebyggt.